# Baricella
Baricella ist eine italienische Gemeinde mit 7129 Einwohnern (Stand 31. Dezember 2023) in der Metropolitanstadt Bologna.

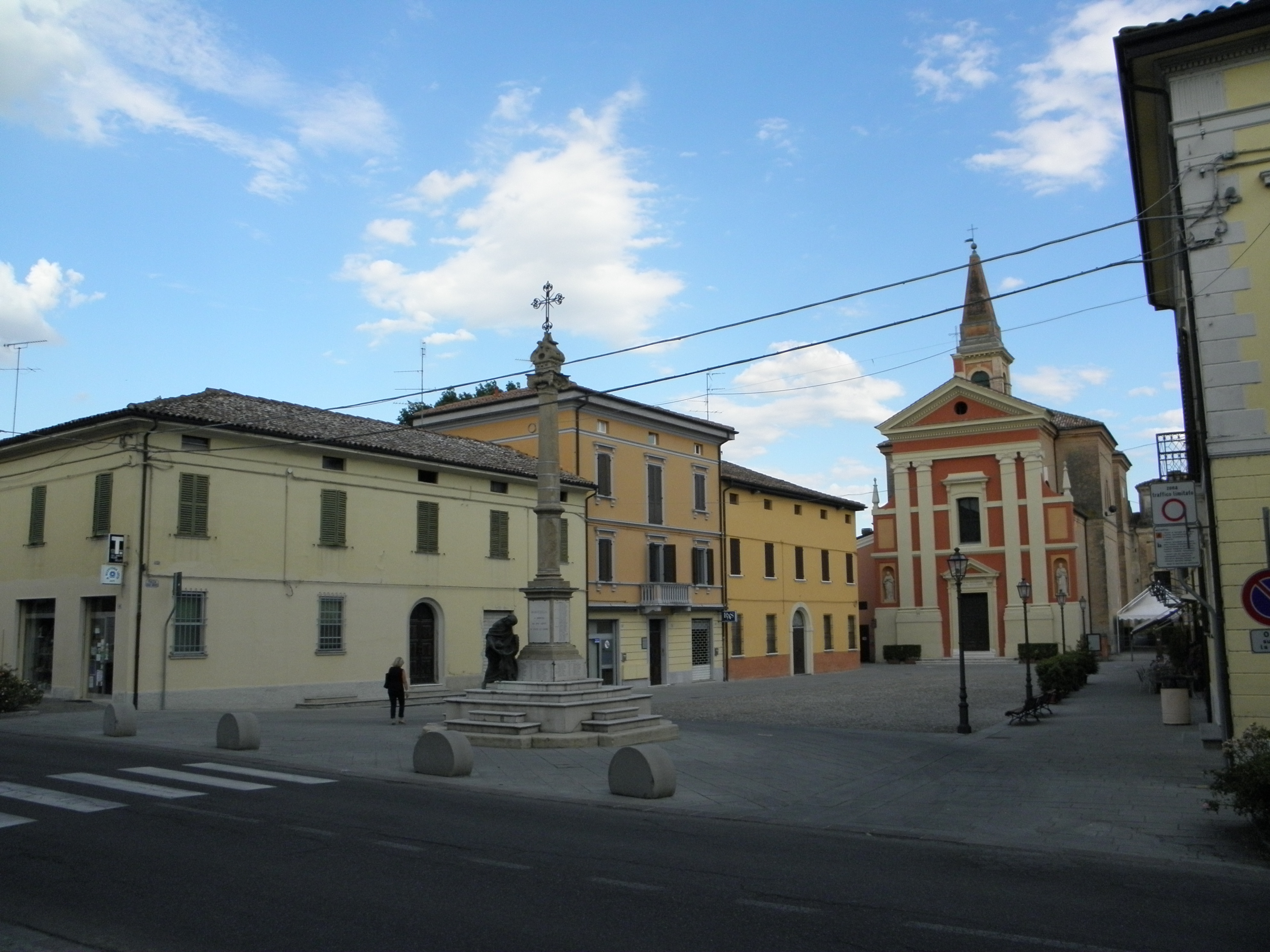
Baricella

## Geschichte
Die ersten Dokumente über die Stadt Baricella gehen auf das 13. Jahrhundert zurück, als die Entwicklung des Stadtkerns allmählich begann.
Ursprünglich bildete es eine einzige Gemeinschaft mit der Pfarrei Altedo und war zusammen mit Minerbio Teil des ehemaligen Gebiets Valle dei Conti (Tal der Grafen). Die Überschwemmungen vom Fluss Savena verursachten zumindest bis Anfang des 14. Jahrhunderts, dass die Ländereien sumpfig und unwirtlich wurden. Davon leitet sich die ursprünglich Ortsbezeichnung Guazzarello (vom Italienischen guazzare, d. h. waten) ab. 
Das Gemeindewappen deutet heute immer noch auf die historische Lage des damaligen Gebietes hin. Es zeigt einen Fisch, das wichtigste Nahrungsmittel in den Tiefländern vom Fluss Savena, sowie ein vorbeikommendes Fährschiff, das bis zum Ausbau vom Cavo Benedettino im 17. Jahrhundert im Canale Navile pendelte und in der Ortschaft Passo Segni stationiert war. 
Die ersten Urkunden, die Baricella erwähnen, stammen aus dem 15. Jahrhundert. Damals wurde die Verwaltung von Baricella wegen der vielen Schwierigkeiten bei der Erschließung beider Orte infolge der häufigen Überschwemmungen von der Stadt Altedo getrennt. Die Herkunft des Namens leitet sich von dem im Gemeindegebiet befindlichen östlichen Grenzübergang zwischen der Republik Bologna und der von den Estes verwalteten Stadt Ferrara her. Der Ort lag am Savena und war durch einen gedeihenden gesetzlichen und auch unerlaubten Güterverkehr gekennzeichnet, so dass die Beamten von Bologna das Dorf als Sitz der Bargelli (Beamte mit Sonderaufträgen wie Polizeidienst und Zollüberwachung) wählten.
Der Ausbau der Pfarrkirche im Jahre 1461 beweist die gedeihende Lage der Bevölkerung, die damals zu klein für die Anforderungen einer stets wachsenden Gemeinschaft geworden war. 
Anfang des 16. Jahrhunderts wurde der Gebietsstatus zu Grafschaft erhoben und den Vettern Lattanzio und Ludovico Felicini angeboten. Kurz nachher wurde jedoch die Grafschaft abgeschafft, denn der Papst fürchtete sich davor, dass eine allzu hohe Anzahl von Lehnsgütern die Übermacht der Stadt auf die Landschaft einschränken konnte. Darum kam der Ort wieder unter die Herrschaft des Senats von Bologna.

### 19. Jahrhundert
Im 19. Jahrhundert wurden zahlreiche Bodensanierungsarbeiten im ganzen Gebiet unternommen. Dank der Verwaltungsaufteilung der Napoleonszeit und vor allem der Industrialisierung der Gegend Ende des 19. und Anfang des 20. Jahrhunderts führte im Mai 1891 zum Bau einer heute stillgelegten Straßenbahn zwischen dem Ort und dem Stadtkern Bologna. In diesem Zeitalter wurde ein Messegelände gegründet, das immer noch heute zahlreiche Besucher anreizt. 1828 wurde auch ein kleines Theater gebaut, von dem heute nur noch die Spuren zu besichtigen sind. Es befand sich im ehemaligen Casa Zucchini, heute Casa Ballandi genannt, auf deren Wände noch heute Verzierungen und Bilder im neuklassischen-Stil zu sehen sind.